# Tan Chay Yan
Tan Chay Yan (em chinês: 陳齊賢; romaniz.: pinyin: Chén Qíxián; Malásia; 1870 - 6 de março de 1916) era um comerciante e filantropo que atuava na área de plantações de borracha na Malásia e Seri Lanca. Peranakan, Tan é neto do filantropo Tan Tock Seng por parte do seu pai, Tan Teck Guan.

## Biografia
Tan foi apontado na história malaia como o primeiro homem a plantar borracha em uma base comercial, depois de ter sido apresentado ao plantio de borracha polo botânico Henry Nicholas Ridley. Posteriormente, Tan iniciou uma propriedade de borracha de 22 hectares (89.000 m2) em Bukit Lintang. Ele então aventurou seu negócio de plantações de borracha no Seri Lanca. Segundo sua família, a plantação de borracha de Tan ainda pertencia à família.
Como filantropo, Tan também doou US $ 15.000 para a criação de uma faculdade de medicina em Singapura. A doação foi para a construção do Edifício Tan Teck Guan, que Tan nomeou em memória de seu falecido pai. Tan também atuou como conselheiro municipal e administrador do Templo Cheng Hoon Teng Teng.
Há uma variedade de orquídeas chamada Vanda Tan Chay Yan, de acordo com um dos livros de lembranças anuais do jantar de Peranakan Cina Melaka, mas não há registro de quem deu esse nome as orquídeas. O Vanda Tan Chay Yan foi nomeado por seu filho Robert Tan Hoon Siang, que desenvolveu pessoalmente o híbrido. Uma estrada em Melaka também recebeu seu nome devido às suas contribuições para a receita do país.
Tan morreu de malária aos 46 anos. Familiares acreditam que Tan adquiriu a doença por passar muitas horas nas plantações de borracha. Tan deixou para trás sua esposa, Chua Wan Neo, uma décima geração Nyonya, seis filhas e um filho.
Para memorizar suas contribuições, existe uma estrada chamada Chay Yan Street, que recebeu seu nome em Tiong Bahru, Singapura.